# خرگوش ساوانای آفریقایی
خرگوش ساوانای آفریقایی (نام علمی: Lepus victoriae) یک گونه پستاندار از تیرهٔ خرگوشان (Leporidae) و بومی آفریقا است. در فهرست سرخ IUCN به عنوان " کمترین نگرانی " یاد شده است.